# Kevin Young
Kevin Young, född 16 september 1966, en f.d. amerikansk friidrottare (häcklöpare). Youngs storhetstid var under början av 1990-talet då han vann olympiskt guld på 400 meter häck vid OS i Barcelona. Vid den tävlingen noterade han även världsrekord med 46,78. Young är tillsammans med Karsten Warholm de enda löparna som har sprungit under 47 sekunder på 400 meter häck. Warholm tog världsrekordet med 46.70 den 1 juli 2021. Young vann även VM-guld vid VM 1993.